# Разлёты
Разлёты (укр. Розльоти) — село в Коропском районе Черниговской области Украины. Население — 305 человек. Занимает площадь 2,735 км².
Код КОАТУУ: 7422287401. Почтовый индекс: 16230. Телефонный код: +380 4656.
Севернее села, на левом берегу Десны, расположено озеро Боровое.

## Власть
Орган местного самоуправления — Разлётовский сельский совет. Почтовый адрес: 16230, Черниговская обл., Коропский р-н, с. Разлёты, ул. Победы, 47а.